# Gabriel Majcen
Gabriel Majcen, slovenski učitelj, folklorist, publicist, lokalni zgodovinar * 6. julij 1858, Zgornja Velka (prej Marija Snežna v Slovenskih goricah), † 13. marec 1940  Maribor

## Življenjepis
Gabriel Majcen, brat J. Majcna je od leta 1869 do 1973 dokončal nižjo gimnazijo in leta 1878 učiteljišče v Mariboru. (1880), izpit za meščanske šole iz vzgojeslovja, slovenščine, nemščine, zemljepisa in zgodovine pa je opravil 1887. Služboval je pri Sv. Juriju v Slovenskih goricah, Slovenski Bistrici, 10 let na krčevinski šoli pri Mariboru, oziroma kot suplent na vadnici in pomožni učitelj na moškem učiteljišču, od 1892 je učil le na učiteljišču, kjer je 1908 postal  profesor. Leta 1909 je bil upokojen. Od 1902 do upokojitve je bil član izpraševalne komisije za osnovne in meščanske šole.

## Delo
Napisal in izdal je 3 zveske Šolskih pesmi. Po ministrovem naročilu je v daljši razpravi razložil metodo za pouk nemščine v slovenskih ljudskih šolah (1895). Njegove metode sta se poslužila Schreiner in Bezjak v svojih nemških vadnicah, toda z razliko, da sta začela s poukom v nemščini v 3. šolskem letu, medtem ko je Majcen postavil začetek pouka v 5. šolsko leto. S Koprivnikom sta sestavila Začetnico za slovenske ljudske šole (Dunaj 1897, do leta 1918 več ponatisov); napisal je Nazorni nauk za prvo šolsko leto (1905), Metodiko zemljepisnega pouka v ljudski šoli (Gorica 1905) in izdal Prvo čitanko za slovenske osnovne šole s Kratkim navodilom za prvi pouk v pisanju in čitanju (Maribor 1928).
Kot član slovenskega odbora za publikacijo »Avstrijske narodne pesmi« je od 1906 do 1913 nabiral po Štajerskem slovenske narodne pesmi ter jih z napevi vred nabral nekaj nad tisoč.
Od leta 1897 do 1901 je za časopise pisal članke s političnimi in narodno-vzgojnimi temami; posebno obširna sta prispevka Kako se Spodnji Štajer pripravlja za Pruse (1897) in Slovenski narodni ponos (1900). V Gospodarskih novicah je objavil več kmetijskih člankov, letnike 1910–1914 pa je vse spisal sam, tudi prirodopisni oddelek Iz knjige prirode.
Med Majcnovimi spisi iz domače zgodovine, večinoma poljudna predavanja pod okriljem maribskega Zgodovinskega društva velja omeniti: Črtice iz slovenske zgodovine (1901, ponatis s psevdonimom Dobrogoj Velčki), Prihod Slovencev v sedanje dežele (1904), Skoke pri Mariboru (1904), Donesek k uskoškim naselbinam v Skokah na Dravskem polju (1905),  Kamenita izbokla podoba zmaja v zidu cmureškega gradu (1905), K 50 letnici Slovenske slovnice Antona Janežiča (1905), Zgodovina Jarenine v Slovenskih gororicah (1908), Kratka zgodovina Maribora (1926), Zgodovina domačih živali in pitomih rastlin (1927). V Malih novicah je 1919 objavil daljši spis o uličnih imenih v Mariboru.